# Анядело
Анядѐло (на италиански: Agnadello, на местен диалект: Agnadel, Анядел) е малко градче и община в Северна Италия, провинция Кремона, регион Ломбардия. Разположено е на 94 m надморска височина. Населението на общината е 3881 души (към 2010 г.).